# Søholt Idrætsanlæg - Øst
Søholt Idrætsanlæg – Øst, er et anlæg beliggende i den nordlige del af Silkeborg. 
Silkeborg Idrætsforenings førstehold spiller sine hjemmekampe på dette anlæg.
Sportspladsen fungerer som opvisningsbane, og den er udstyret med reklamebannere samt måltavle. 
Under U-21 Europamesterskabet i fodbold 2011, benyttede Spaniens U21-fodboldlandshold anlægget til træning. 

## Fakta pr. juni 2011
- Ejer: Silkeborg Kommune
- Beliggenhed: Søholt, Silkeborg
- Kapacitet: 1.500 tilskuere (Alle ståpladser)
- Stadionrekord: 1.000 (Spaniens U/21-fodboldlandshold's træning – Fredag d. 10. juni 2011)
- Lysanlæg: Ingen
- Bane 105 x 68 meter

## Ekstern henvisnng
- Idrætsanlæggets hjemmeside

|  | Denne artikel om en bygning eller et bygningsværk kan blive bedre, hvis der indsættes et (bedre) billede. Du kan hjælpe ved at afsøge Wikimedia Commons for et passende billede eller lægge et op på Wikimedia Commons med en af de tilladte licenser og indsætte det i artiklen. |

56°10′45.01″N 9°35′16.72″Ø / 56.1791694°N 9.5879778°Ø